# Station Heyford
Heyford is een spoorwegstation van National Rail in Cherwell in Engeland. Het station is eigendom van Network Rail en wordt beheerd door Great Western Railway. Het station is geopend in 1850.

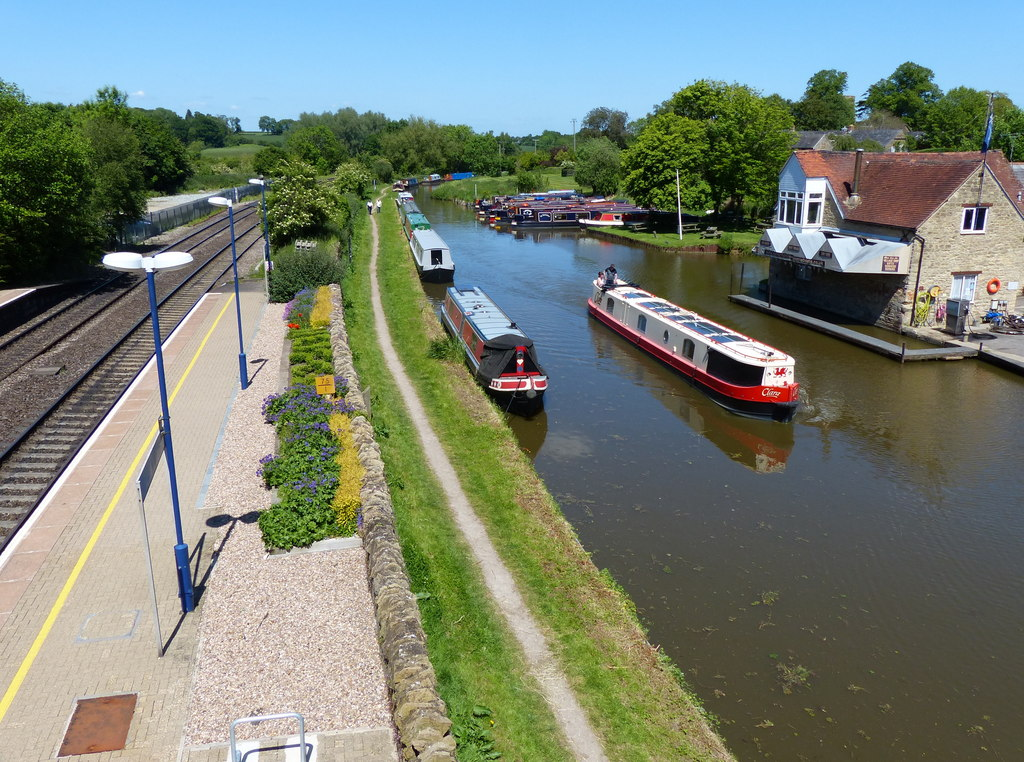
Oxford Canal